# Andraé Crouch

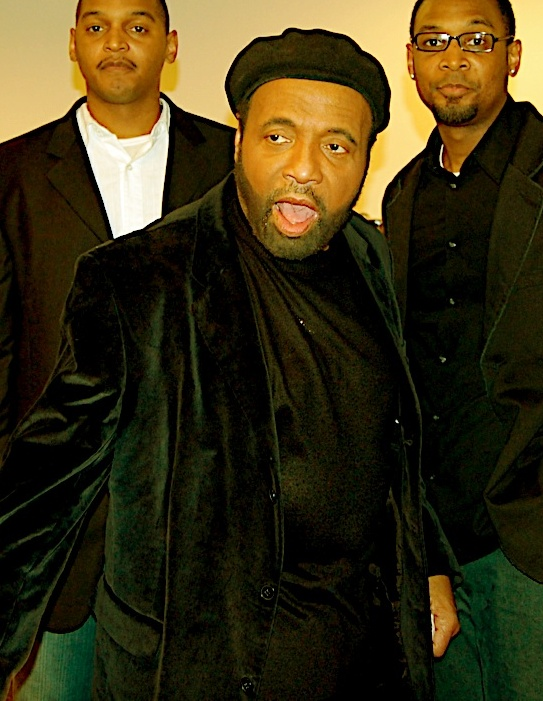
Andraé Crouch (2011)

Andraé Edward Crouch (* 1. Juli 1942 in San Francisco, Kalifornien; † 8. Januar 2015 in Los Angeles, Kalifornien) war ein US-amerikanischer Gospelsänger und -pianist, Komponist, Chorleiter, Arrangeur und Musikproduzent.

## Leben und Wirken
Mit neun Jahren begann Crouch zu singen und Klavier zu spielen – ohne formale Ausbildung. Mit 14 Jahren schrieb er seinen ersten Song. Er heiratete nie und hatte keine Kinder.
1965 gründete er mit seiner Zwillingsschwester Sandra Crouch die Band Andraé Crouch & the Disciples, mit der er eine Reihe von Aufnahmen machte und weltweit tourte. Später hatte er große Erfolge als Solokünstler, aber auch als Produzent und Arrangeur für viele Weltstars.
Als Kind stotterte Crouch, und seine schwere Legasthenie überwand er erst sehr spät. Er erkrankte mehrere Male an Krebs und litt an Diabetes.
Ohne Noten lesen zu können, komponierte er zahlreiche Lieder, wie My Tribute (To God Be The Glory) und The Blood Will Never Lose its Power.
Obwohl er eine Zeitlang als Drogenberater arbeitete, führte ein Drogenfund zu einem Karriereknick in der Gospelszene. In der Zeit widmete er sich säkularer Musik. Von ihm stammen u. a. Arrangements zu den Filmmusiken von König der Löwen, Free Willy und Die Farbe Lila.
Im Laufe seiner Karriere arbeitete Crouch mit unzähligen Musikern zusammen, darunter folgende, ein Who-is-who der Soul- und Popmusik:
Elvis Presley, Quincy Jones (Back on the Block), Michael Jackson, Madonna, Paul Simon, Philip Bailey, Stevie Wonder, Ringo Starr, Elton John, Chaka Khan, Joe Sample (u. a. LP Mercy, 1994) und Billy Preston (LP Take me back, Andraé Crouch & the Disciples, 1975).
Später kehrte er in die Gospelszene zurück und übernahm zusammen mit seiner Zwillingsschwester Sandra Crouch die Kirchengemeinde des Vaters. Weltweit bekannte Lieder von ihm sind Jesus is the Answer und Soon and very soon we are going to see the King.

## Bedeutung für die moderne Gospelmusik
Crouch war einer der einflussreichsten Gospelmusiker überhaupt. Er gilt als Wegbereiter der Contemporary Gospel Music („Urban Gospel Music“), also der zeitgenössischen, modernen Gospelmusik, die eine Mischung aus traditionellem Gospel, Rhythm and Blues, Funk, Soul, Jazz und Popmusik ist. Der von ihm geschaffene moderne Gospelchorsound ist auch auf weltbekannten säkularen Musikproduktionen zu hören, sein Musikstil hat ebenso viele säkulare Musiker inspiriert.

## Auszeichnungen

### Grammys
Auszeichnungen mit Grammy Awards:
- 1975: Best Soul Gospel Performance – Take Me Back
- 1978: Best Contemporary Soul Gospel Album – Live in London
- 1979: Best Contemporary Soul Gospel Album – I’ll Be Thinking of You
- 1980: Best Gospel Performance, Contemporary or Inspirational – The Lord’s Prayer (in Zusammenarbeit mit weiteren Künstlern)
- 1981: Best Contemporary Soul Gospel Album – Don’t Give Up
- 1984: Best Soul Gospel Performance, Male – „Always Remember“
- 1994: Best Pop/Contemporary Gospel Album – Mercy

### GMA Dove Awards
Auszeichnungen mit GMA Dove Awards:
- 1977 Soul/Black Gospel Album – This is another day
- 1978 Soul/Black Gospel Album – Live in London; Andrae Crouch and The Disciples
- 1985 Contemporary gospel album of the year – No Time to Lose
- 1993 Traditional gospel album of the year – With all of my heart; Sandra Crouch and Friends
- 1997 Contemporary gospel recorded song of the year – Take me back; Tribute – The Songs of Andrae Crouch (Komposition: Andrae Crouch)
- 1998 Contemporary gospel album of the year – Pray